# Moïka
La Moïka (en russe : Мойка) est une rivière de Saint-Pétersbourg qui se jette dans la Néva. Elle mesure 4,67 km et atteint un maximum de 40 m de large et 3,2 m de profondeur.

## Histoire

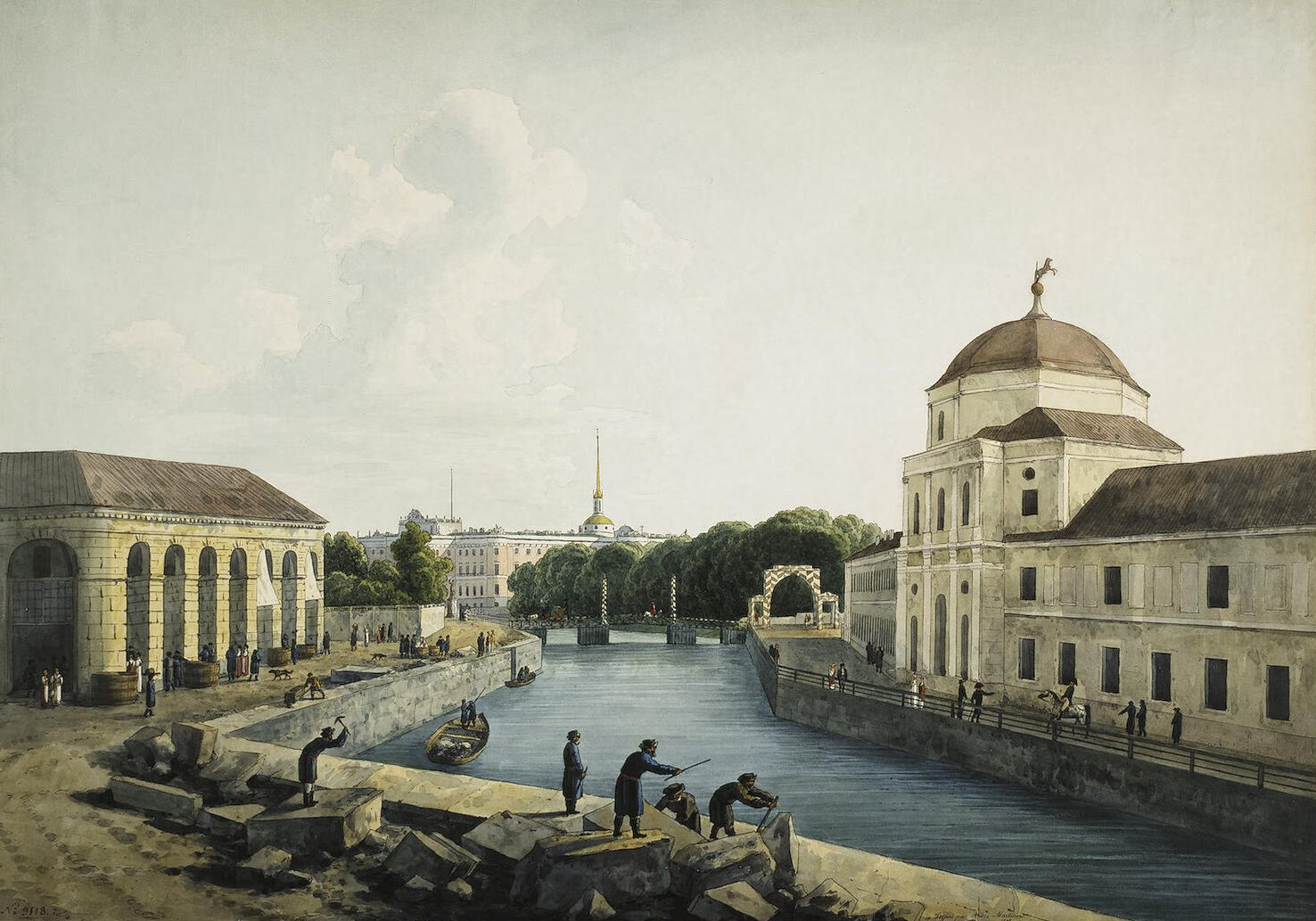
La Moïka le long des écuries impériales, aquarelle d'Andreï Martynov, musée de l'Ermitage (1809)

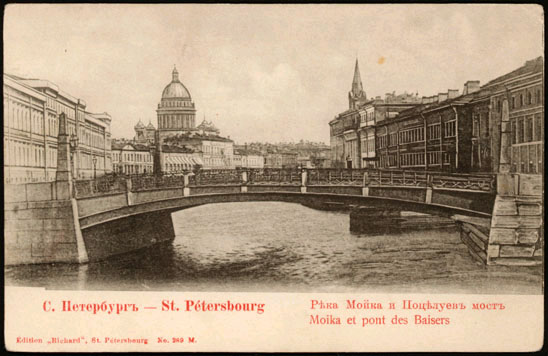
Carte postale ancienne avec le Pont des Baisers

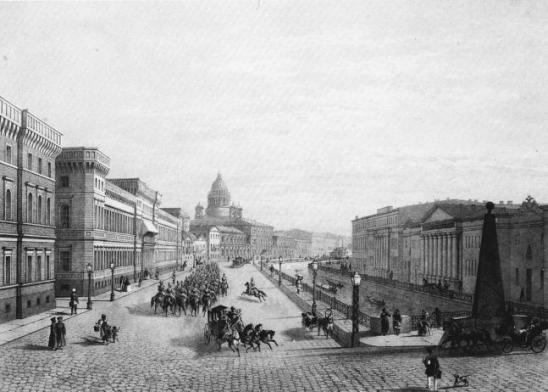
Vue des quais de la Moïka, à l'angle du Pont des Baisers, vers 1860

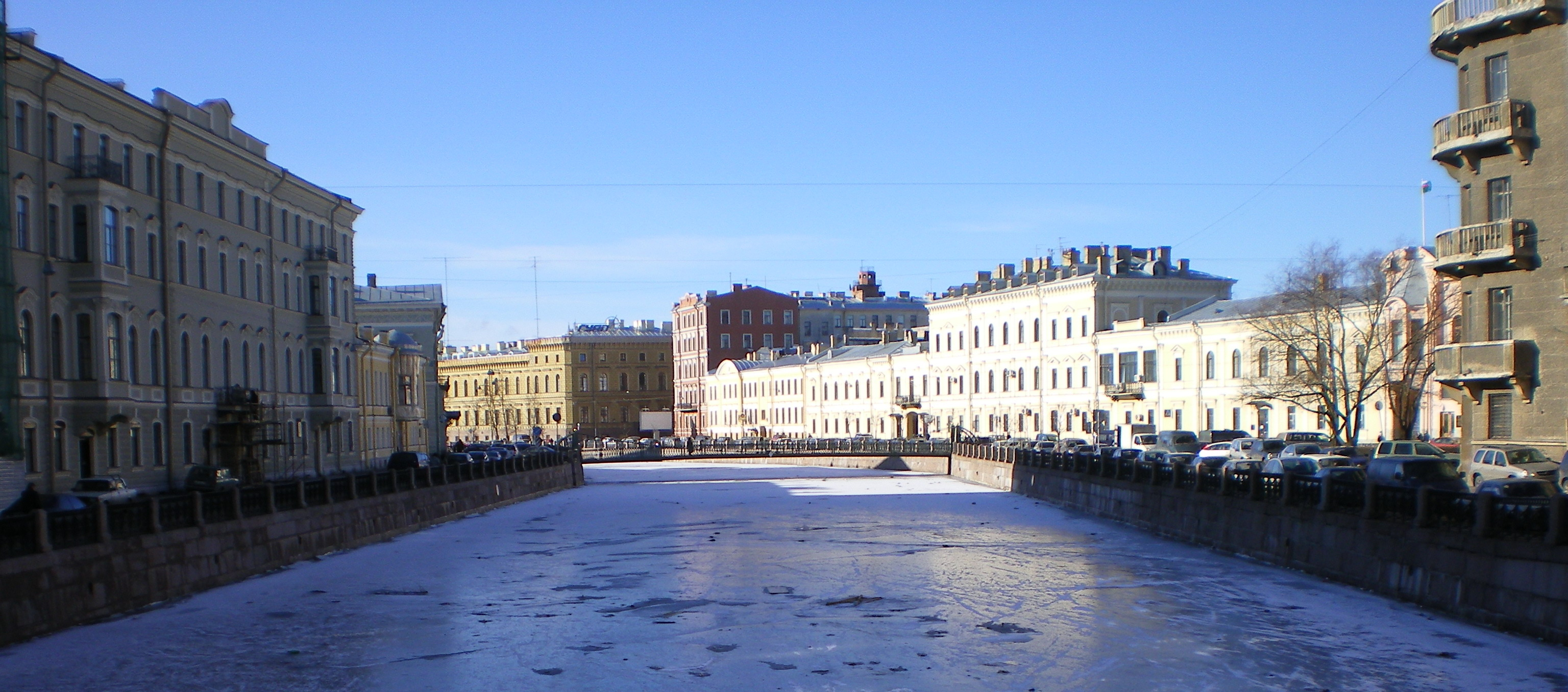
Vue de la Moïka gelée et du pont de la Poste

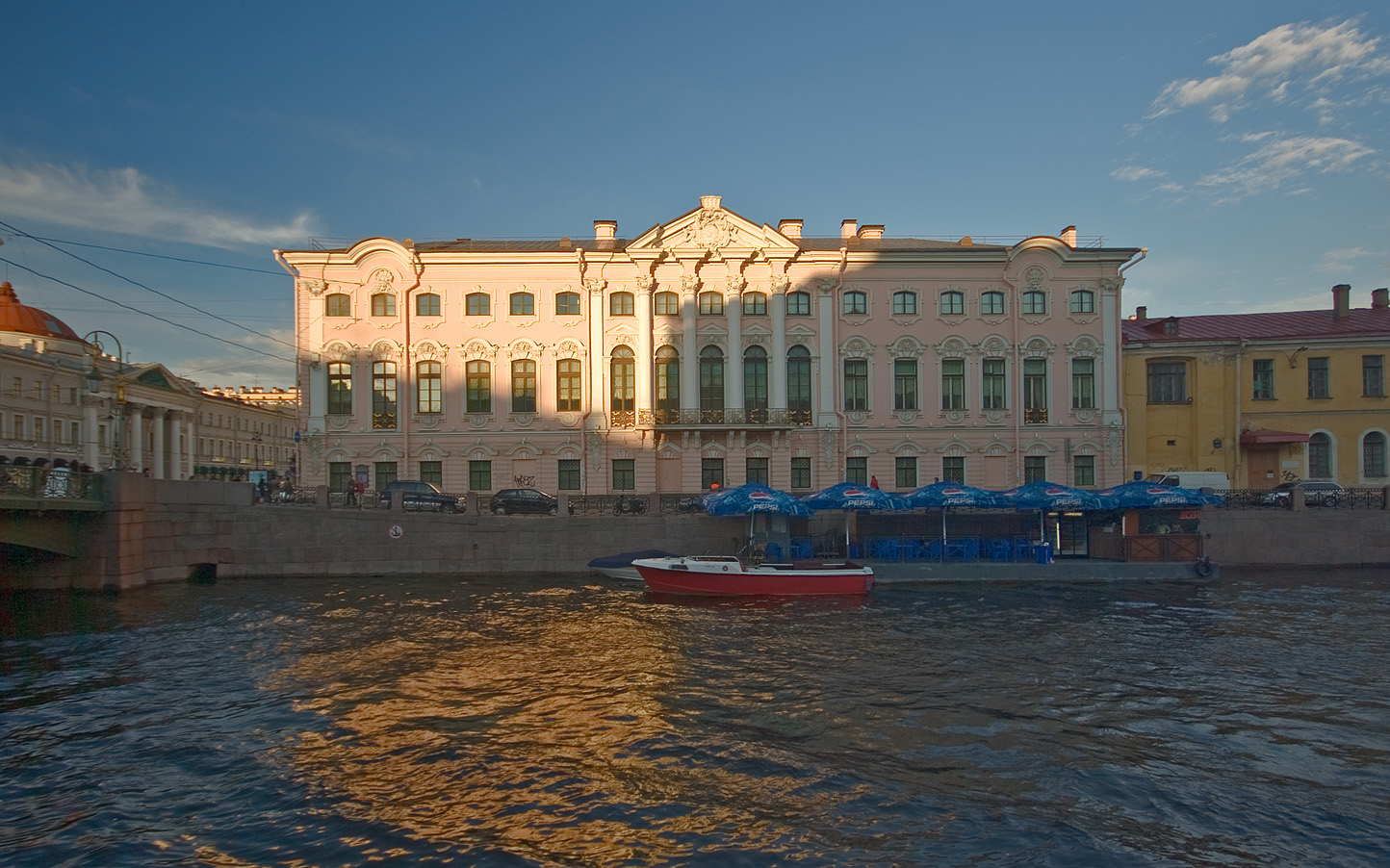
Façade du palais Stroganov donnant sur la Moïka, au soleil couchant

La rivière s'appelait Mia (boueuse, en langue finno-ougrienne) avant la construction de la ville et jusqu'en 1797, son nom déformé en Moïka s'est peu à peu imposé à partir des années 1720. C'est à cette époque que l'on a construit les premiers quais en bois. La rivière est prolongée en 1711 entre le jardin d'Été et le château des Ingénieurs, celui-ci étant construit entre 1797 et 1801. La rivière est approfondie en 1736-1737 pour le passage de petits bateaux. Les quais de bois ont peu à peu laissé place à des quais de pierre avec des parapets de granite entre 1798 et 1811, de la Fontanka jusqu'au quai des Anglais (rive gauche) et le canal Krioukov (rive droite). Les quais ont été reconstruits en granite dans les années 1960 le long du château des Ingénieurs (jardin Michel) et en 1975 du quai des Anglais à la Priajka.

## Ponts
Quinze ponts traversent la Moïka. Ils sont mentionnés dans la littérature russe et ont une importance historique et artistique certaine. On peut distinguer les ponts suivants :
- Pont Vert, construit par l'architecte d'origine écossaise William Hastie (1753-1832) en 1806-1808
- Pont Rouge, construit par William Hastie en 1808-1814
- Pont des Baisers, construit par William Hastie en 1808-1816
- Pont Bleu, construit par William Hastie et Georges Adam en 1818, puis 1842-1843
- Pont de la Poste, construit par Wilhelm von Traitteur, en 1823-1824
- Pont des Lanternes, reconstruit en 1973
- Pont des Grandes Écuries, construit par Georges Adam en 1828
- Pont des Petites Écuries, partie du Pont des Trois Arcs, construit par Georges Adam et Wilhelm von Traitteur en 1829-1831
- Premier pont des Ingénieurs, construit par Pierre-Dominique Bazaine (1786-1838) et décoré par Joseph Charlemagne en 1824-1825
- Premier pont du Jardin, construit par Bazaine en 1835-1836
- Pont Jaune (ou pont Pevtcheski), construit par Georges Adam en 1839-1840
- Pont Panteleïmon, construit en 1823, est situé à la confluence de la rivière Moika et de la rivière Fontanka

## Bâtiments remarquables
On trouve des maisons d'un intérêt historique sur les quais de la Moïka, par exemple :
- no 3 Marché rond, construit par Giacomo Quarenghi dans les années 1790
- no 4 Cour des écuries, la façade principale se trouvant place des écuries.
- no 8 Maison de rapport de Nikolaï Glinka-Mavrine, construite par Agourian Golossouïev
- no 12 Musée Pouchkine, maison où demeurait Alexandre Pouchkine et où il mourut.
- no 14 Hôtel Pouchka, ancienne demeure d'Ivan Pouchtchine.
- no 20 Académie de chant de Saint-Pétersbourg, immeuble construit par Léon Benois. L'aile droite abrite l'Alliance française, inaugurée le 21 mai 1994 par le ministre des Affaires étrangères Alain Juppé.
- no 21 Ancien hôtel particulier de S. Abamelek-Lazarev, construit en 1907-1909 par Eugraphe Vorotilov (1836-1910)
- N°24b C'est dans cette maison que se trouvait le fameux restaurant Donon (1849-1917), ouvert par Jean-Baptiste Donon[1], issu d'une famille française de confiseurs parisiens installés à Saint-Pétersbourg depuis la fin du XVIIIe siècle. Ce restaurant était le rendez-vous de la crème de la société de l'époque, en particulier le grand-duc Alexis Alexandrovitch de Russie connu pour être un bon vivant. Il y a maintenant un petit théâtre récemment vendu à la chaîne d'hôtels Kempinski.
- no 29 consulat du Japon
- no 46 Palais Stroganov donnant sur la perspective Nevski, construit par Bartolomeo Rastrelli
- no 48 Palais du comte Razoumovski, construit par Alexandre Kokorinov et Jean-Baptiste de La Mothe. L'orphelinat Nicolas, s'y est installé en 1834 jusqu'en 1918, où il est devenu l'Institut pédagogique Herzen. On remarque la représentation d'un pélican à l'entrée, symbole de l'orphelinat et symbole aujourd'hui de l'institut.
- no 57 Ancien hôtel particulier du négociant Kotomine construit par Vassili Stassov à l'angle de la perspective Nevski. C'est ici que se trouvait la célèbre pâtisserie et salon de thé Wolff et Béranger au XIXe siècle qui fut fréquentée par l'élite littéraire, dont Pouchkine.
- no 60 Ancien hôtel Russie et bains Talevski ouverts en 1830.
- no 73 Bâtiment Esders et Scheefhaals, de style art nouveau, à l'origine un grand magasin.
- no 86 Maison achetée par Auguste de Montferrand en 1834 et qu'il fait reconstruire. Il y meurt le 28 juin 1858.
- no 94 Palais Youssoupoff appartenant à la famille Youssoupoff, construit par Jean-Baptiste Vallin de La Mothe
- no 106 Palais de la grande-duchesse Xénia Alexandrovna
- no 122 Palais du grand-duc Alexis Alexandrovitch